# پرداخت سطح

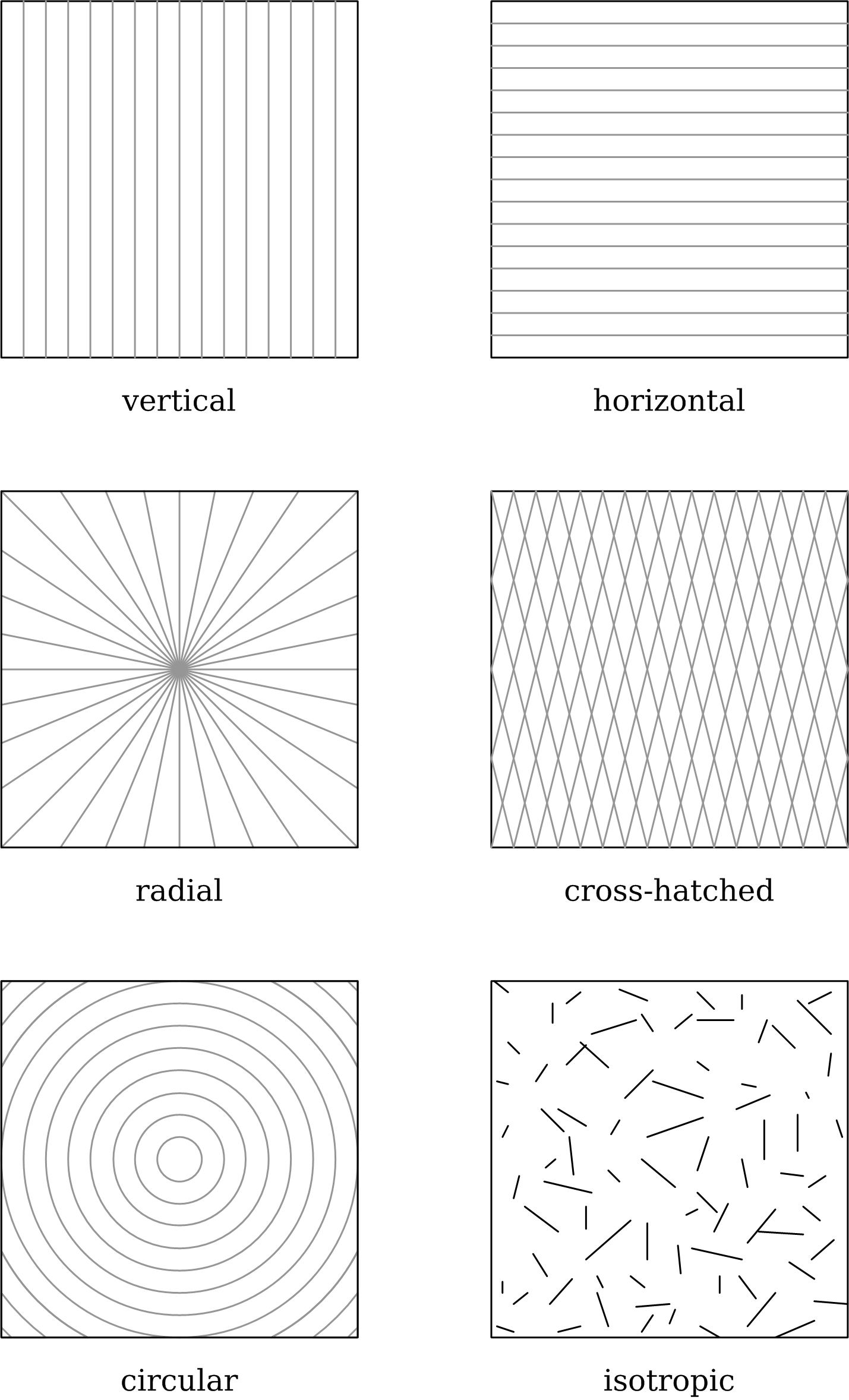
نمونه‌هایی از الگوهای خواب سطح

پرداخت سطح (به انگلیسی: Surface finish) که به عنوان بافت سطح (به انگلیسی: surface texture) نیز شناخته می‌شود، به طبیعت یک سطح گفته می‌شود که توسط سه مولفه خواب سطح، زبری سطح، و موج دار بودن مشخص می‌شود. بافت سطح یکی از مهم‌ترین عواملی است که میزان اصطکاک را تعیین می‌کند. هر نوع فرایند تولید خاص، یک بافت سطح خاص ایجاد می‌کند.
از فرایندهای پرداخت‌کاری سطح (به انگلیسی: Surface finishing) برای متناسب سازی خصوصیات سطوح قطعات تولید شده و جهت بهبود عملکرد و سرویس دهی آنها استفاده می‌شود. این فرایندها عبارتند از: عملیات‌های انجماد مانند پوشش دهی به روش غوطه وری گرم، پوشش دهی به روش جوشکاری بر روی سطح، پوشش دهی توسط اسپری حرارتی؛ پوشش دهی از طریق عملیات حرارتی مانند پوشش دهی واپخشی (نیتریده کردن، کربوریزه کردن، کربونیتریده کردن) یا سخت کاری سطح؛ عملیات‌های انباشت بر روی سطح مانند انباشت الکتریکی، انباشت بخار شیمیایی و انباشت بخار فیزیکی، و آبکاری. سطوح ایجاد شده معمولاً مقاومت در برابر سایش، مقاومت در برابر خوردگی، مقاومت در برابر دمای بالا یا خصوصیات الکتریکی متفاوت از ماده اصلی دارند.

## اصطلاحات

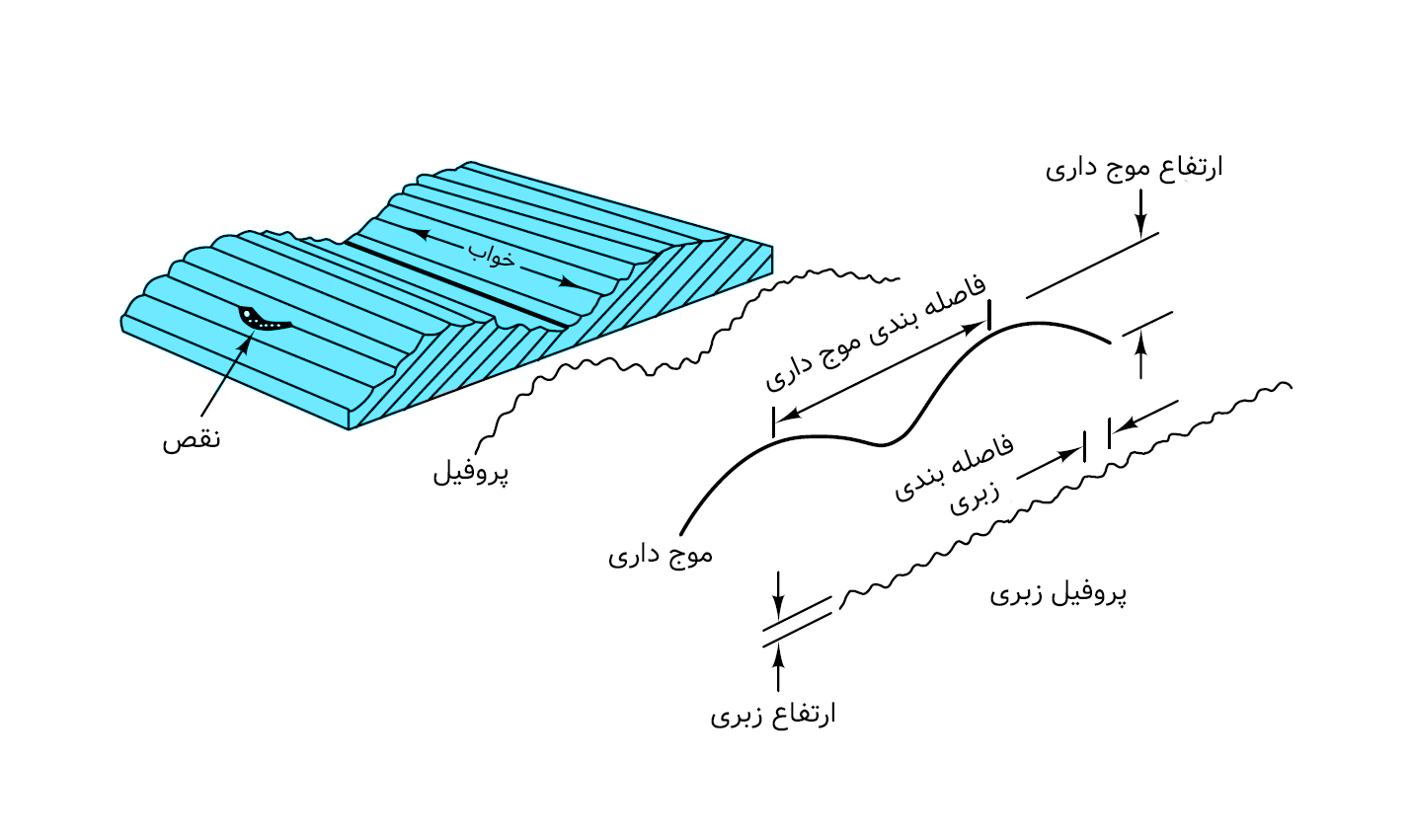
اصطلاحات زبری سطح

نحوه تعیین پرداخت سطح بر روی نقشه‌های فنی.

خواب سطح (Lay)، جهت الگوی غالب سطوح است که معمولاً توسط فرایند ماشینکاری ایجاد می‌شود. زبری سطح اشاره به ناهمواری‌های ریز سطوح دارد. میزان موج‌داری یا Waviness به ناهمواری‌های از سطح گفته می‌شود که فاصله بندی آن بیشتر از زبری سطح باشد.
ابزارهای متنوعی برای اندازه‌گیری زبری سطوح و پروفایل آنها موجود است. اکثر این دستگاه‌ها یک سوزن الماسی دارند که با سرعتی ثابت و در جهت عمود بر خواب سطح، بر روی آن حرکت داده می‌شوند. بالا و پایین رفتن سوزن به صورت الکترونیکی سنجیده شده، (معمولاً توسط یک ترانسفورماتور تفاضلی متغیر خطی) پس از تقویت کردن (آمپلی فای کردن) بر روی یک چارت نواری ثبت شده، یا به صورت الکترونیکی پردازش می‌شود تا خروجی آن به صورت میانگین یا جذر متوسط مربع (RMS) نشان داده شود.

## خواص سطوح و عملکرد محصولات
فرایندهای مختلف ماشین کاری، هر یک باعث ایجاد بافتی مشخص روی سطح قطعات می‌شوند (زبری، موج دار شدن و خواب). علاوه بر این، فرایندهای مختلف منجر به ایجاد تغییراتی در خصوصیات شیمیایی، فیزیکی، مکانیکی و متالورژی روی سطوح یا نزدیک به سطوح می‌شوند. در بیشتر موارد، این تغییرات فقط تا عمق ۰٫۱ تا ۱٫۳ میلیمتری زیر سطح تأثیر می‌گذارد. این تأثیرات بسته به فرایند، مواد و عملکرد محصول می‌تواند مفید یا مضر باشد.
فرایندهای ماشینکاری (براده برداری یا بدون براده) باعث القای تغییر شکل پلاستیک به لایه سطحی می‌شوند. معمولاً در سطوح برش خورده تنش‌های پسماند کششی و ترک‌های میکروسکوپی ایجاد شده و سختی آن متفاوت از توده ماده اصلی است.
فرایندهایی مانند EDM (ماشین کاری تخلیه الکتریکی) و ماشینکاری با لیزر، روی سطوح، لایه ای سخت و شبیه به حالت ریخته‌گری ایجاد می‌کنند که معمولاً حاوی ترک‌های میکروسکوپی هستند. سطوح ایجاد شده توسط فرایند سنگ زنی بسته به متغیرهای فرایند (تشکیل براده، میزان مالش و شخم زنی)، می‌تواند تنش‌های پسماند کششی یا فشاری باشد.
فرایندهایی مانند صیقل کاری با غلتک (roller burnishing) و ساچمه‌زنی (Shot peening) سطوحی صاف با تنش‌های پسماند فشاری ایجاد می‌کنند. ساچمه زنی همچنین می‌تواند باعث افزایش سختی سطح شود. فرایندهای جوشکاری، به دلیل انقباض مواد مذاب انباشت شده پس از انجماد، باعث ایجاد تنش‌های پسماند کششی می‌شوند. در ریخته‌گری نیز انقباض انجماد رخ می‌دهد اما به دلیل تفاوت میزان انقباض و نبود قیدهای محدود کننده، طبیعت این تنش‌ها پیچیده‌است. تنش‌های پسماند کششی لایه رویی سطوح را می‌توان با کمک ساچمه زنی حذف کرد.

## تمیزکاری و پرداخت سطوح به کمک مواد ساینده

#### تامبلینگ یا پرداخت در داخل بشکه (Barrel Finishing or Tumbling)
تامبلینگ روشی مؤثر برای پرداخت قطعات کوچک و با تعداد زیاد است. از این روش می‌توان برای پلیسه‌گیری، رسوب زدایی، زنگ زدایی، صیقل کاری، براق سازی، افزایش سختی سطح، یا آماده‌سازی قطعات برای انجام فرایندهای پرداخت بیشتر استفاده کرد. این روش می‌تواند روشی کم هزینه برای پرداخت قطعات و ایجاد لبه‌ها و گوشه‌هایی گرد باشد.
در دستگاه‌های تامبلینگ معمولی، قطعات ساخته شده به همراه سنگ‌های ساینده در داخل محفظه ای بشکه ای شکل ریخته شده، و آنقدر چرخانده می‌شوند تا کیفیت سطح مورد نظر ایجاد گردد. زمان مورد نیاز برای این فرایند ممکن است طولانی باشد. با افزایش سرعت می‌توان این زمان را کاهش داد، اما سرعت نباید به قدری زیاد باشد که ریزش آبشاری مواد و قطعات قطع گردد و تمام قطعات به دیواره بشکه بچسبند. ممکن است نیاز باشد قطعات بسیار حساس به یک سازه متصل شوند تا حرکات اضافی آنها مهار شده و فقط مواد ساینده حول آنها جریان پیدا کند.
مواد ساینده می‌توانند طبیعی یا مصنوعی و با انواع و اقسام اشکال و اندازه‌ها باشند. تامبلینگ معمولاً به صورت خشک انجام می‌شود اما در صورت نیاز می‌توان برای بهبود عملکرد یا زنگ زدایی و رسوب زدایی به آن مواد شیمیایی اضافه کرد.
مواد ساینده طبیعی عبارتند از: سرباره، زغال نیم سوز (cinder)، ماسه، سنگ سنباده (corundum)، تراشه‌های گرانیت، سنگ آهک و چوب سخت. مواد ساینده مصنوعی معمولاً دارای ۵۰ تا ۷۰٪ وزنی مواد ساینده هستند. مانند: آلومینا (Al2O3)، سنگ اِمِری (Emery)، سنگ چخماق، و کاربید سیلیسیم. این مواد داخل ماتریسی از مواد سرامیکی، پلی استری، یا رزین پلاستیکی که نرمتر از مواد ساینده هستند، نشانده می‌شوند و پس از خورده شدن به مواد ساینده اجازه می‌دهند تا کارشان را انجام دهند. ساینده‌های مصنوعی معمولاً به روش ریخته‌گری ساخته می‌شوند و به همین دلیل شکل و اندازه آنها قابل کنترل است، برعکس ساینده‌های طبیعی که اشکال غیر منظم و غیر یکسان دارند.

#### پرداخت ارتعاشی (Vibratory Finishing)
پرداخت ارتعاشی یک فرایند همه‌کاره است که به‌طور گسترده‌ای برای پلیسه‌گیری، گردسازی لبه‌ها، رسوب زدایی، صیقل کاری، تمیز کردن، براق کردن و پرداخت دقیق استفاده می‌شود. بر خلاف پرداخت بشکه ای، پرداخت ارتعاشی در ظروف باز انجام می‌شود که امکان مشاهده مستقیم فرایند را فراهم می‌کند.
در این روش قطعات و مواد ساینده در داخل ظرف یا دیگ ریخته می‌شوند و در فرکانس‌هایی بین ۹۰۰ تا ۳۶۰۰ سیکل در دقیقه لرزانده می‌شوند. فرکانس و دامنه خاص با توجه به اندازه، شکل، وزن و مواد ظرف، و همچنین مواد ساینده و ترکیب شیمیایی تعیین می‌شود. از آنجا که کل بار تحت هم زدن مداوم است، زمان چرخه کمتر از فرایند تامبلینگ بشکه ای است. این روش سر و صدای کمتری داشته و به راحتی می‌توان آن را کنترل یا اتوماسیون کرد. علاوه بر این، این روش همچنین می‌تواند شکاف‌ها یا سوراخ‌های داخلی را از نیز پرداخت و پلیسه‌گیری کند.

#### سنباده نواری (Belt Sanding)

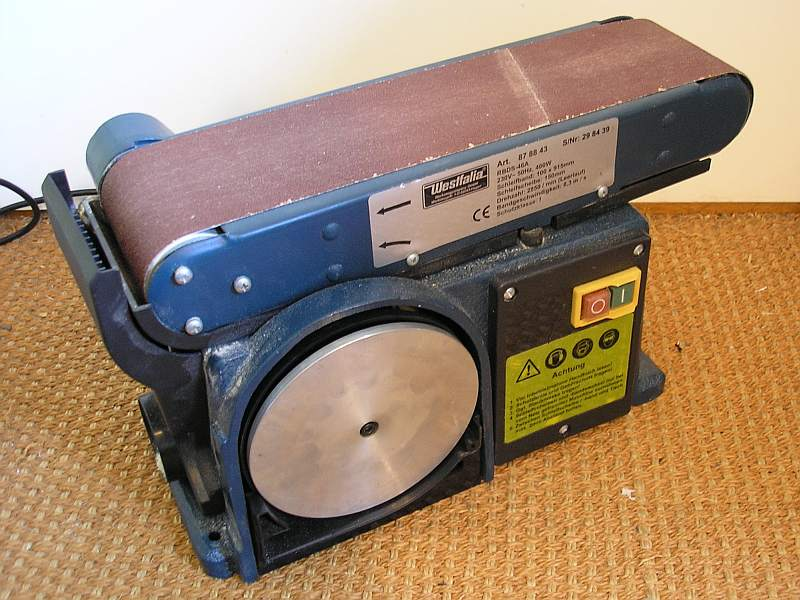
یک دستگاه سنباده نواری دستی

در عملیات سنباده زنی، قطعات را در برابر نوار سنباده متحرک نگه می‌دارند تا درجه پرداخت مورد نظر بدست آید. این فرایند در حقیقت یک فرایند سنگ زنی است. از آنجایی که نوار سنباده حرکت می‌کند، سطح حاصل شده دارای خراش‌هایی موازی در جهت حرکت نوار سنباده است.

#### فرچه سیمی یا وایر براشینگ
گاهی برای تمیزکاری سطوح از فرچه‌های سیمی دوار سرعت بالا استفاده می‌شود. این فرایند می‌تواند تا حدودی خاصیت ماده برداری و صاف کاری نیز داشته باشد. سطح حاصل شده دارای خراش‌های ریز دوار می‌باشد. در بسیاری از کاربردها این پرداخت مناسب پرداخت نهایی نمی‌باشد. در این صورت با استفاده از روش‌هایی مانند پرداخت بشکه ای یا ارتعاشی می‌توان این سطوح را اصلاح کرد.

#### بافینگ

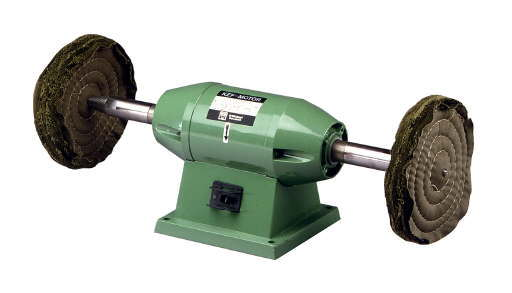
ابزار صیقل کاری که نوعی چرخ بافینگ بر روی آن نصب شده‌است.

بافینگ (Buffing) نوعی فرایند صیقل کاری است که در آن قطعه توسط یک چرخ پارچه ای دارای ذرات ریز ساینده پرداخت می‌شود. «چرخ‌ها» که از دیسک‌های پارچه ای، پنبه ای، ماهوت یا کرباس ساخته شده‌اند، از طریق دوخت لایه‌های مختلف به هم به استحکام کافی می‌رسند. اگر نیاز به پرداخت خیلی نرم یا پرداخت گوشه‌های داخلی باشد، ممکن است «دوخت» به کلی حذف شود. نیروی گریز از مرکز چرخ دوار به قدری است که باعث استحکام پارچه می‌شود. همچنین ترکیب‌های مختلفی برای ذرات ساینده موجود است. بیشتر آنها حاوی ذرات اکسید فریک هستند.

##### الکتروپولیش کاری
الکتروپولیش کاری عکس فرایند الکتروپلیتینگ (روکش دهی الکتریکی یا آبکاری) است. در آبکاری یک لایه بر روی سطح نشانده می‌شود، اما در الکتروپولیش کاری یک لایه از سطح برداشته می‌شود. در این روش یک مدار الکترولیتی با جریان DC ساخته می‌شود که قطعه کار در آن به عنوان آند عمل می‌کند. با اعمال جریان، لایه ای از روی سطح قطعه برداشته می‌شود. از آنجایی که پتانسیل الکتریکی نقاط نوک تیز بیشتر از سطوح صاف است، حذف مواد بیشتر از نقاط نوک تیز اتفاق می‌افتد و این عمل باعث ایجاد یک سطح فوق‌العاده صاف می‌شود. این فرایند در پولیش کاری فولادهای زنگ نزن و ایجاد سطحی آینه ای بسیار کاربرد دارد.

## تمیزکاری شیمیایی
عملیات تمیزکاری شیمیایی راهی مؤثر برای از بین بردن روغن‌ها، لکه‌ها، رسوب یا سایر مواد خارجی است که ممکن است به سطوح محصول چسبیده باشند، یا به عنوان آماده‌سازی برای رنگ آمیزی یا آبکاری استفاده می‌شود.

#### تمیزکاری قلیایی (Alkaline Cleaning)
تمیزکاری قلیایی در اصل همان روش «شستشو با آب و صابون» است. از این روش برای تمیزکاری لکه‌های مختلف چربی، روغن، گریس، موم و ذرات ریز فلز استفاده می‌شود. مواد شوینده در این روش معمولاً محلول‌های پیچیده‌ای هستند، شامل: نمک‌های قلیایی، افزودنی‌هایی جهت بهبود خاصیت تمیزکاری یا اصلاح سطوح، سورفکتانتها یا صابونها جهت کاهش کشش سطحی، و امولسیون کردن و متفرق کردن ذرات غیرقابل انحلال.

#### تمیزکاری با حلال (Solvent Cleaning)
در روش تمیزکاری با حلال، روغن‌ها، گریس‌ها، چربی‌ها و دیگر آلودگی‌های سطحی در داخل حلال‌های پایه نفتی یا زغال سنگی حل شده و از بین می‌روند، که معمولاً این عمل در دمای اتاق انجام می‌شود. حلال‌های رایج عبارتند از: تقطیرهای نفتی (مانند نفت سفید، نفتا و تینر)، هیدروکربن‌های کلردار (مانند متیلن کلراید و تری کلرواتیلن)؛ و مایعاتی مانند استون، بنزن، تولوئن و الکل‌های مختلف. قطعات کوچک عموماً با غوطه وری، با یا بدون نیاز به هم زدن، یا با پاشش تمیز می‌شوند. محصولاتی که برای غوطه ور شدن خیلی بزرگ هستند را می‌توان با اسپری کردن یا دستمال کشیدن تمیز کرد. این فرایند کاملاً ساده است و هزینه تجهیزات سرمایه ای آن نسبتاً کم است. خشک کردن معمولاً به سادگی و با تبخیر شدن انجام می‌شود.

#### چربی زدایی با بخار (Vapor Degreasing)
در روش چربی زدایی با بخار، از بخارهای حلال‌های کلردار یا فلوردار برای حذف چربی‌ها، گریس‌ها، و موم از سطح فلزات استفاده می‌شود. در این روش یک حلال غیرقابل اشتعال مانند تری کلرواتیلن تا نقطه جوش گرم می‌شود و قطعاتی که باید تمیز شوند در بخارات آن معلق می‌شوند. این بخار بر روی قطعه میعان شده و آلودگی‌های قابل حل شدن را در خود حل کرده و می شویَد. اگرچه وان کثیف می‌شود، آلودگی‌ها به ندرت در دمای جوش حلال تبخیر می‌شوند. به همین دلیل، چربی زدایی با بخار موثرتر از تمیز کردن با حلال سرد است زیرا سطوح همیشه با حلال تمیز در تماس قرار می‌گیرند. از آنجا که سطوح توسط حلال میعان شده گرم می‌شوند، هنگام خارج شدن از بخار، تقریباً بلافاصله خشک می‌شوند.

#### تمیزکاری با امواج التراسونیک

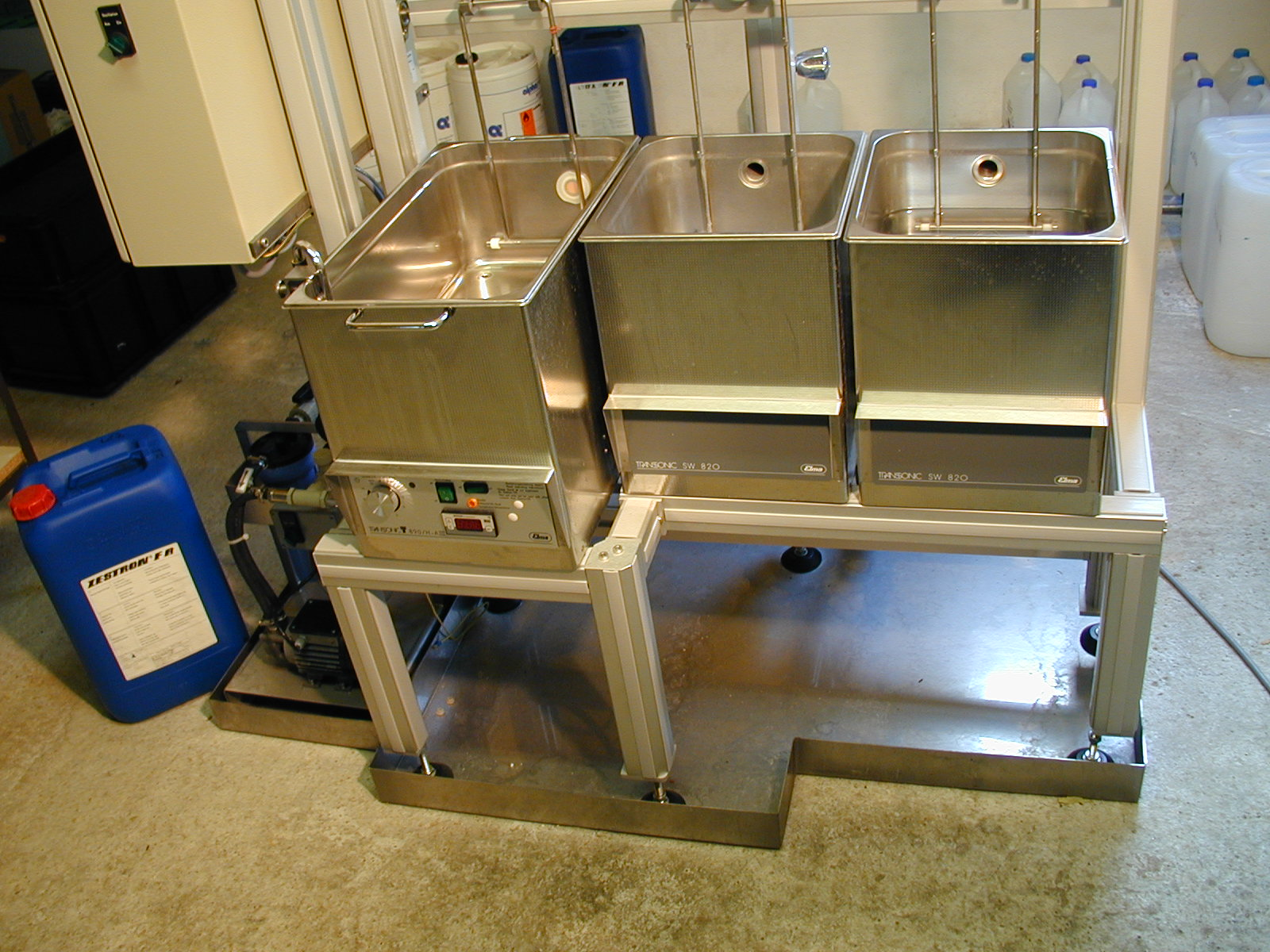
یک سیستم مدولار تمیزکاری به کمک امواج التراسونیک.

در قطعات کوچک اگر نیاز به تمیزکاری با کیفیت بالا باشد، معمولاً از روش تمیزکاری با امواج التراسونیک استفاده می‌شود. در این روش قطعات مورد نظر در داخل یک سبد فلزی ریخته شده و سپس به داخل وانی از مایع شوینده که معمولاً یک شوینده پایه آبی است فرو برده می‌شود. این وان دارای یک ترانسدیوسر التراسونیک است که با تولید امواجی با فرکانس خاص، باعث کاویتاسیون یا حباب زایی ریز مایع می‌شود. حباب‌های شکل گرفته و منفجر شده، عمده عمل تمیزکاری را انجام می‌دهند و اگر قطعات قبل از غوطه ور شدن در وان از قبل چربی زدایی و تمیزکاری شده باشند، می‌توان در ظرف مدت ۶۰ الی ۲۰۰ ثانیه به نتایج فوق‌العاده ای دست یافت. اکثر سیستم‌های تمیزکاری التراسونیک در محدوده فرکانس ۱۰ تا ۴۰ کیلوهرتز کار می‌کنند. از آنجایی که این سیستم‌ها بیشتر با محلول‌های پایه آبی کار می‌کنند، در حال جایگزینی با روش‌های غیر سازگار با محیط زیست هستند.

#### اسیدشویی
در فرایند اسید شویی (acid-pickling) ابتدا چربی‌ها و سایر آلودگی‌ها از سطح قطعات فلزی زدوده شده و سپس در داخل محلول‌های رقیق اسیدی قرار داده می‌شوند تا اکسیدها و سایر لکه‌های باقی مانده کاملاً از بین بروند. متداول‌ترین محلول مورد استفاده اسید سولفوریک ۱۰٪ در دماهای بالا (۶۵ الی ۸۵ درجه سلسیوس) است. از اسید هیدروکلریک نیز به صورت سرد یا گرم برای اسیدشویی استفاده می‌شود. با افزایش دما می‌توان غلظت را کاهش داد. گاهی قطعه پس از این مراحل در داخل محلول آهک نیز فرو برده می‌شود، به شرطی که برای فرایندهای بعدی مضر نباشد.

## پوشش‌ها

#### رنگ گاری

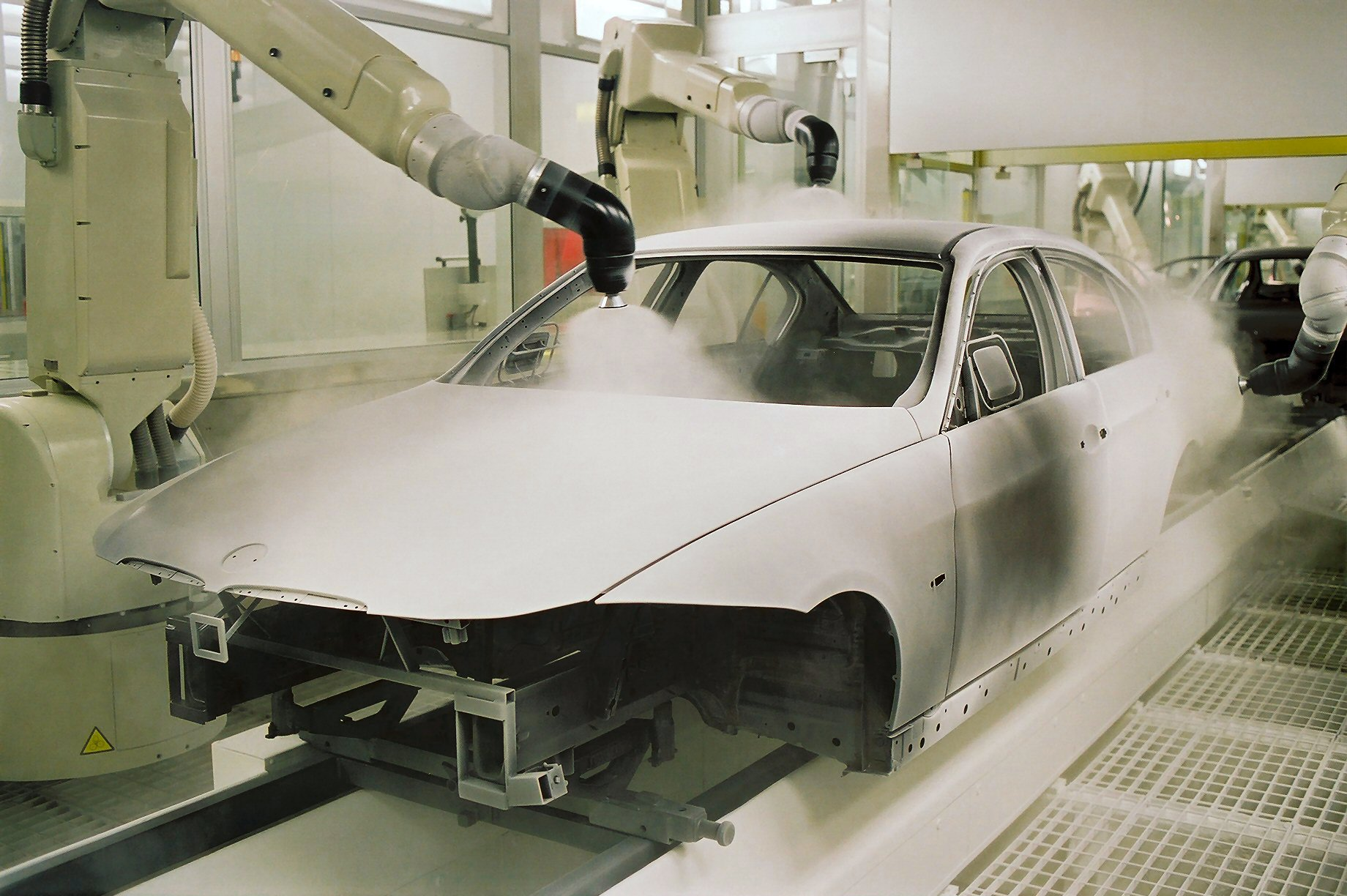
امروزه رنگ‌های لعابی پایه-آبی اکرلیک پلی یورتان بیشترین کاربرد را در صنایع خودروسازی دارند. یکی از دلایل استفاده از این رنگ‌ها اثرات محیط زیستی کمتر آنها است.

رنگها و لعابها، با اختلاف زیاد، پرکاربردترین پرداخت‌های مورد استفاده برای محصولات تولیدی هستند. انواع مختلفی از رنگ‌ها و لعاب‌ها برای برطرف کردن نیازهای مختلف موجود است. امروزه اکثر رنگ‌های موجود در بازار، ترکیبات آلی مصنوعی هستند که حاوی رنگ‌دانه‌ها (pigment) می‌باشند و با فرایند پلیمریزاسیون (پلیمری شدن) یا ترکیبی از پلیمریزاسیون و جذب اکسیژن خشک می‌شوند. آب پرکاربردترین حامل رنگ‌دانه‌ها می‌باشد. برای تسریع در فرایند خشک شدن می‌توان از گرما استفاده کرد، اما بسیاری از رنگ‌های مصنوعی و لعاب‌ها در کمتر از یک ساعت بدون استفاده از گرمای اضافی خشک می‌شوند. مواد قدیمی پایه روغنی مدت زمان خشک شدن طولانی دارند و به اقدامات حفاظت از محیط زیست زیادی نیاز دارند. به همین دلیل، به ندرت در کاربردهای تولید استفاده می‌شوند.
از رنگ‌ها معمولاً برای ایجاد محافظت در برابر خوردگی یا زیبایی استفاده می‌شود اما از آنها همچنین برای پر کردن یا پنهان کردن بی نظمی‌های سطح، تغییر اصطکاک سطح، اصلاح نور، جذب گرما یا خصوصیات تابشی نیز استفاده می‌شود.
| ماده                                         | دوام (در مقیاس ۱ تا ۱۰) | هزینه نسبی (در مقیایس ۱ تا ۱۰) | خصوصیات                                   |
| -------------------------------------------- | ----------------------- | ------------------------------ | ----------------------------------------- |
| لاک‌های نیتروسلولزی (Nitrocellulose lacquers) | ۱                       | ۲                              | خشک شدن سریع؛ دوام کم                     |
| اِستر اپوکسی (Epoxy esters)                   | ۱                       | ۲                              | مقاومت شیمیایی خوب                        |
| آلکید-آمین (Alkyd-amine)                     | ۲                       | ۱                              | همه‌کاره؛ چسبندگی کم                       |
| لاک‌های اکرلیکی (Acrylic lacquers)            | ۴                       | ۱٫۷                            | حفظ رنگ خوب؛ چسبندگی کم                   |
| لعاب‌های اکرلیکی (Acrylic enamels)            | ۴                       | ۱٫۳                            | حفظ رنگ خوب؛ مستحکم، دمای پخت بالا        |
| محلول‌های وینیل (Vinyl solutions)             | ۴                       | ۲                              | انعطاف‌پذیر؛ مقاومت شیمیایی خوب؛ جامدات کم |
| سیلیکون‌ها (Silicones)                        | ۴–۷                     | ۵                              | حفظ براقی خوب؛ انعطاف کم                  |
| فلوروپلیمرها (Fluoropolymers)                | ۱۰                      | ۱۰                             | دوام فوق‌العاده؛ اعمال سخت                 |

معمولاً در انتخاب رنگ به عنوان پرداخت نهایی، بیشتر فقط به لایه بیرونی توجه می‌شود، در حالیکه سیستم رنگ در حقیقت نوعی سیستم پیچیده شامل ماده زیرکار، روش‌های تمیزکاری و پیش آماده‌سازی (از قبیل آندایزینگ، فسفات دهی و انواع پوشش‌های تغییر سطح)، آستر، یا احتمالاً لایه‌های میانی می‌شود.
لاک‌های نیتروسلولزی، پلیمرهای ترموپلاستیک حل شده در داخل یک حلال آلی هستند. با اینکه این رنگ‌ها به سرعت خشک می‌شوند و ظاهری زیبا دارند، اما به علت دوام کم برای اکثر کاربردهای تجاری نامناسب هستند. آلکیدها رنگ‌های کاربرد عمومی هستند، اما برای کاربردهایی که نیاز به سختی داشته باشد نامناسب است. لعاب‌های اکرلیکی کاربرد فراوانی در رنگ خودورها دارند و ممکن است به کاتالیزور یا عمل آوری نیاز داشته باشند. رنگ‌های قیری، که محلول‌های قیر در یک حلال هستند، به دلیل مقاومت بالا در برابر خوردگی در صنعت الکترونیک که زیبایی اهمیت کمتری دارد، استفاده می‌شوند.
در ساخت و تولید، تقریباً تمام رنگ آمیزی‌ها به یکی از چهار روش زیر انجام می‌شود:
1. غوطه وری
2. اسپری دستی
3. اسپری اتوماتیک
4. اسپری الکترواستاتیک یا الکتروکوتینگ

در بیشتر مواقع، حداقل به دو لایه پوشش کاری نیاز داریم. پوشش لایه اول که به عنوان پوشش آستر شناخته می‌شود چند وظیفه دارد:
1. اطمینان از چسبندگی خوب
2. مسطح سازی سطح و بهبود آن با پر کردن ناهمواری‌ها و نواقص
3. بهبود مقاومت به خوردگی به گونه ای که از جدا شدن پوشش‌های بعدی در آینده جلوگیری شود.

رسیدن به این اهداف در رنگ‌هایی که در لایه‌های نهایی استفاده می‌شوند و پر از رنگ‌دانه هستند امکان‌پذیر نیست، چرا که هدف لایه‌های نهایی بیشتر رنگ سازی و افزایش زیبایی است. با این حال در هنگام استفاده از پوشش‌های چند لایه باید توجه شود که پوشش‌های نهایی، لایه‌های زیرین را بی جهت نرم نکنند.

#### رنگ یا پوشش پودری
پوشش دهی پودری (Powder coating) یکی از روش‌های پوشش دهی به روش اسپری الکترواستاتیک است، با این تفاوت که در این روش پوشش به جای مایع، از ذرات جامد تشکیل شده‌است. در روش‌های سنتی اسپری، پس از هر مرحله پوشش دهی، فرایند پخت قطعه باید انجام شود، اما در این روش می‌توان پس از اعمال چندین لایهٔ مختلف (برای مثال آستر و لایه‌های میانی)، فقط یک مرحله پخت انجام داد. همچنین می‌توان پودرهای اضافی را جمع‌آوری و دوباره استفاده کرد. با اینکه در این روش دیگر مشکل مواد فرار وجود ندارد، اما اپراتورها باید اقدام‌های لازم جهت جلوگیری از انفجار پوشش یا آتش‌سوزی و همچنین گردهای رنگ معلق در هوا انجام دهند.

#### پوشش دهی به روش غوطه وری-گرم

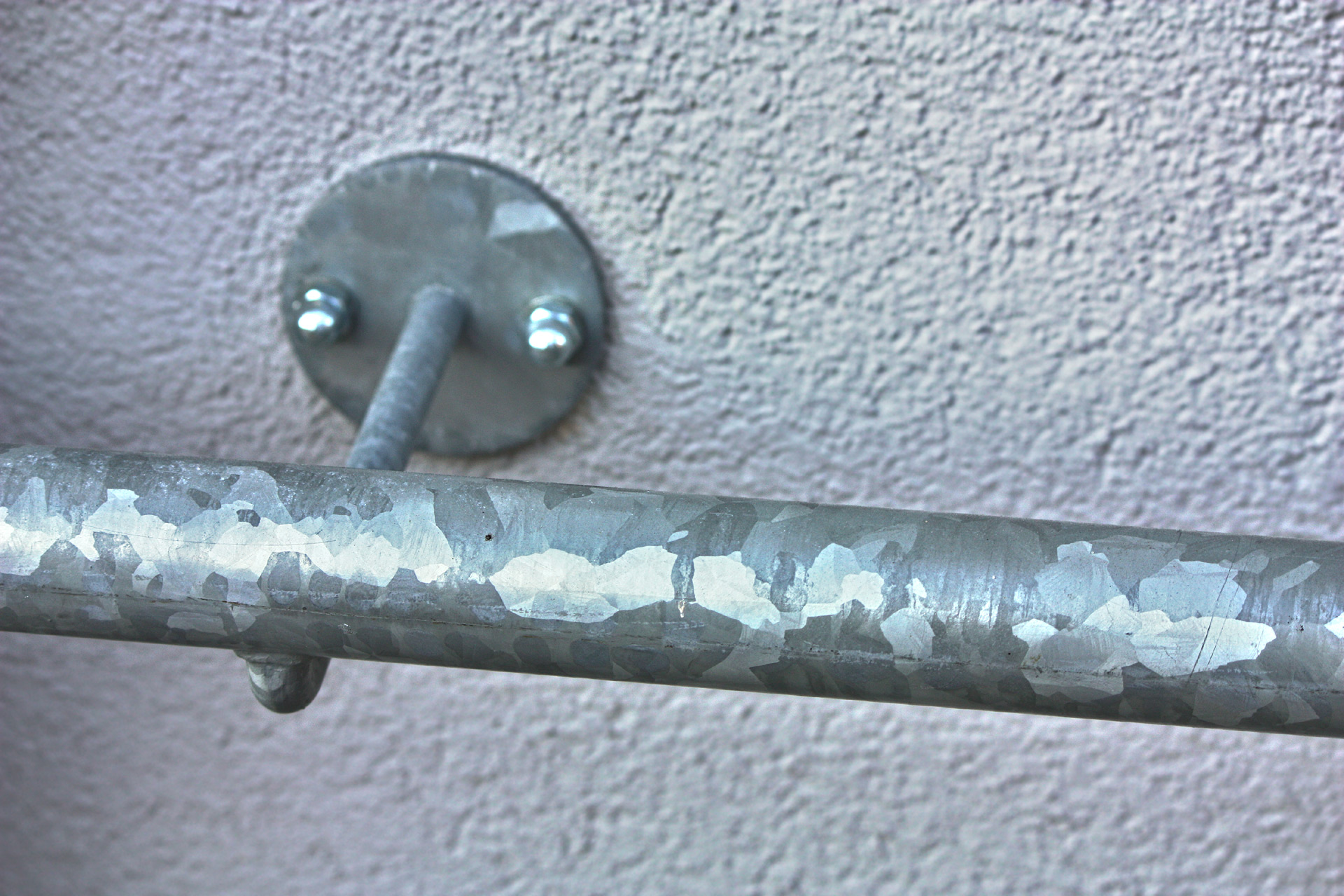
یک لوله فلزی که گالوانیزه شده‌است.

مقادیر زیادی از قطعات فلزی به روش غوطه وری-گرم، جهت مقاومت در برابر خوردگی پوشش داده می‌شوند. در این روش قطعه فلزی به صورت مستقیم در داخل وانی از فلز مذاب فرو برده می‌شود. پوشش‌های متداول مورد استفاده عبارتند از: روی، قلع و آلومینیوم.
گالوانیزه کردن فولادها به روش غوطه-وری گرم متداول‌ترین فرایند مورد استفاده به این روش است. در این روش پس از اینکه محصولات یا ورق‌ها از روغن، چربی، رسوب و زنگ زدگی تمیز شدند، در محلول کلرید آمونیوم روی، غوطه ور شده و سپس خشک می‌شوند. پس از آن، قطعه کاملاً در یک حمام روی ذوب شده غوطه ور می‌شود. روی و آهن به صورت متالورژی واکنش می‌دهند و پوششی را تشکیل می‌دهند که از مجموعه ای از ترکیبات روی - آهن و یک لایه سطحی از روی تقریباً خالص تشکیل شده‌است. (روی به عنوان «آند فداشونده» عمل می‌کند و از آهن زیرین محافظت می‌کند)

#### پوشش تبدیل شیمیایی (Chemical Conversion Coatings)

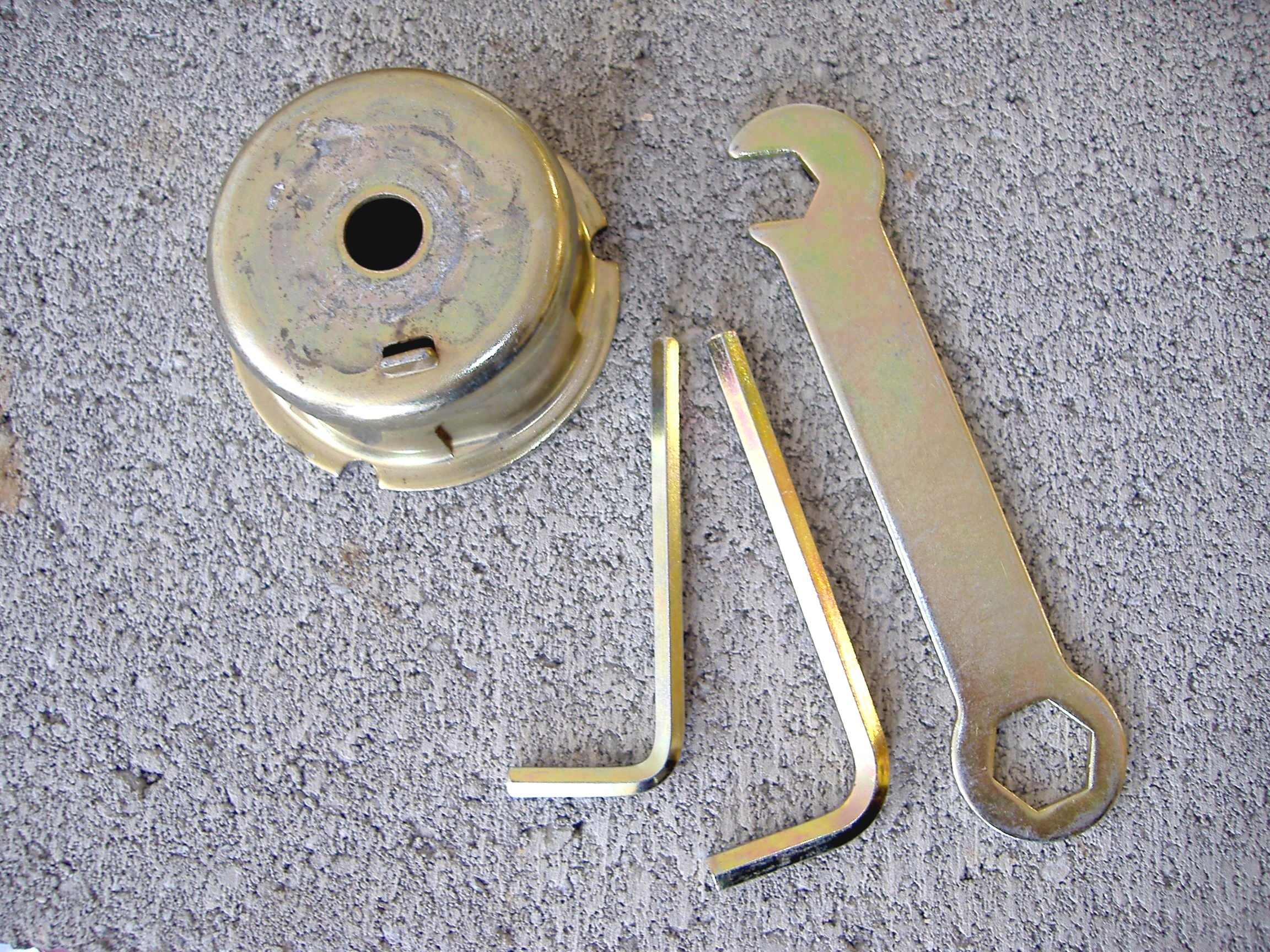
قطعات فولادی با پوشش تبدیل روی-کرومات.

در پوشش تبدیل شیمیایی، سطح فلز توسط مواد شیمیایی به گونه ای تغییر داده می‌شود تا یک سطح غیر فلزی و غیر رسانا تولید شود. این سطح ایجاد شده می‌تواند طیف وسیعی از خواص مطلوب را ایجاد کند. معروف‌ترین فرایندهای پوشش تبدیل، پوشش‌های کرومات و فسفات هستند. آلومینیوم، منیزیم، روی و مس (و همچنین کادمیوم و نقره) را می‌توان توسط فرایند تبدیل کرومات پوشش دهی کرد. سطح فلز به لایه ای از ترکیبات پیچیده کروم تبدیل می‌شود که می‌تواند رنگ‌هایی از سفید براق تا آبی، زرد، قهوه ای، زیتونی و سیاه داشته باشد. بیشتر لایه‌ها هنگام تشکیل نرم و ژلاتینی هستند اما پس از خشک شدن سفت می‌شوند. مزایای کروماته کردن سطوح می‌تواند موارد زیر باشد:
1. مقاومت در برابر خوردگی فوق‌العاده خوب؛
2. به عنوان یک لایه اتصال میانی برای رنگ، لاک یا سایر پرداخت‌های آلی عمل کند.
3. برای ایجاد رنگی خاص در حالت نرم می‌توان به آن رنگ‌دانه اضافه کرد.

پوشش‌های فسفاته با غوطه ور کردن فلزات (معمولاً فولاد یا روی) در وان‌هایی که فسفات‌های فلزی در محلول اسید فسفریک حل شده‌اند، تشکیل می‌شوند. (فسفات آهن، فسفات روی و فسفات منگنز همه رایج هستند). از پوشش حاصل می‌توان برای آماده‌سازی سطوح برای دریافت و نگهداری رنگ یا تقویت پیوند بعدی با لاستیک یا پلاستیک استفاده کرد. علاوه بر این، پوشش‌های فسفات معمولاً سطح زبری دارند و می‌توانند سطح بسیار خوبی برای نگهداری روغن‌ها و روان‌کننده‌ها فراهم کنند. این ویژگی را می‌توان در ساخت و تولید استفاده کرد. برای مثال پوشش مواد روان‌کننده ای را که به شکل دهی کمک می‌کند، نگه می‌دارد یا در محصولات نهایی، مانند پیچ و مهره‌های سیاه رنگ، مقاومت در برابر خوردگی توسط یک لایه فسفات آغشته به موم یا روغن تأمین می‌شود.

#### اکسید سیاه

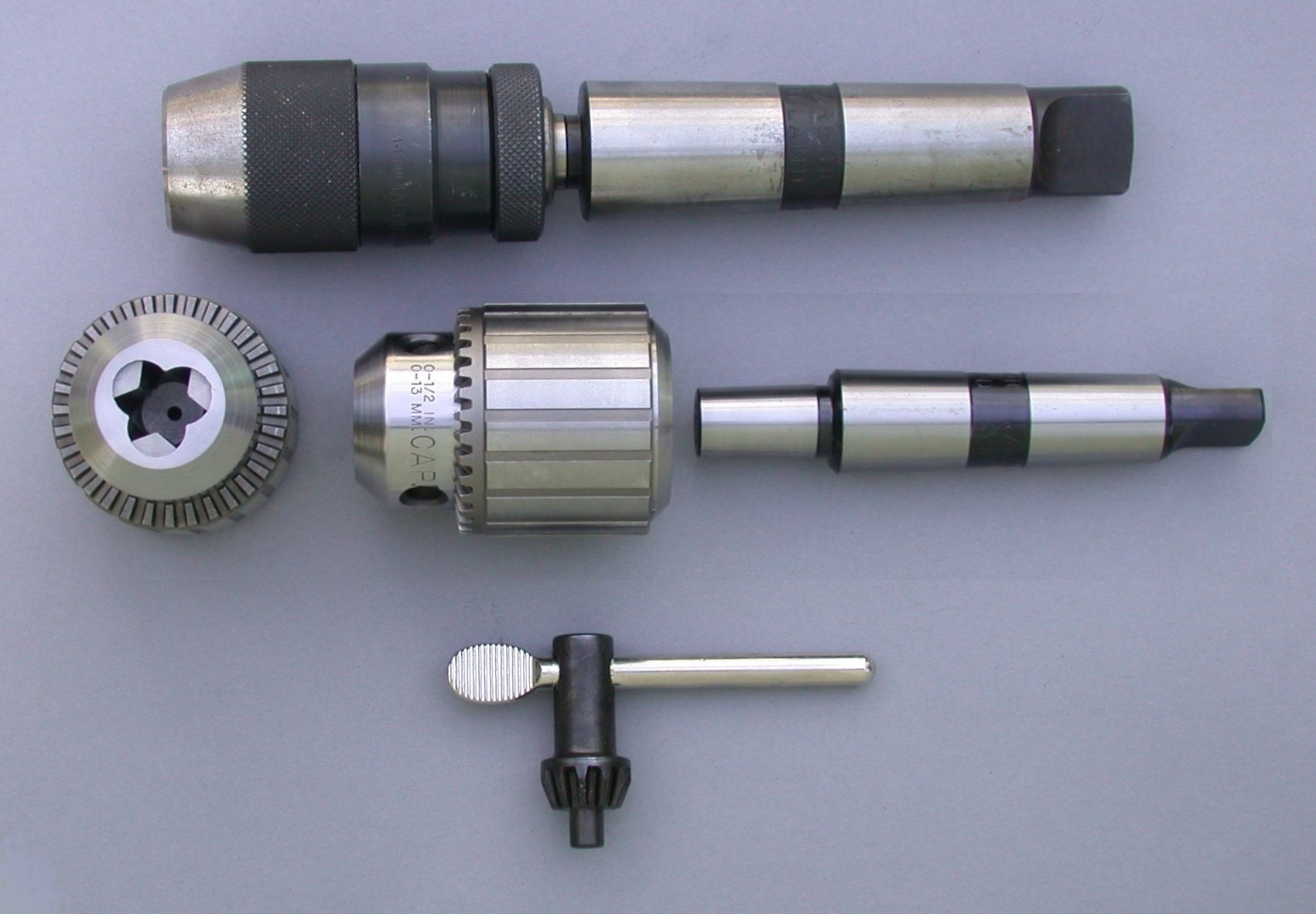
سه نظام‌های دستگاه دریل که با استفاده از اکسید سیاه قسمت‌هایی از آن پوشش داده شده‌است. این کار می‌تواند باعث افزایش زیبایی قطعه شود.

اکسید سیاه یا سیاه سازی یک پوشش تبدیل برای مواد آهنی، فولاد زنگ نزن، مس و آلیاژهای مبتنی بر آن، روی، پودر فلزات و لحیم نقره است. از این پوشش برای بهبود مقاومت در برابر خوردگی ملایم، برای بهبود ظاهر و به حداقل رساندن بازتاب نور استفاده می‌شود. برای دستیابی به حداکثر مقاومت در برابر خوردگی، اکسید سیاه باید با روغن یا موم آغشته شود. یکی از مزایای آن نسبت به سایر پوشش‌ها، ضخامت حداقلی آن است.

#### آبکاری
هر ساله حجم زیادی از قطعات فلزی و پلاستیکی آبکاری می‌شوند تا یک پوشش فلزی تولید کنند که باعث ایجاد مقاومت در برابر خوردگی یا سایش، بهبود ظاهر (از طریق رنگ یا درخشش) یا افزایش ابعاد کلی می‌شود. تقریباً تمام فلزات تجاری می‌توانند آبکاری شوند، از جمله دایکست‌های آلومینیومی، مس، برنج، فولاد و روی. پلاستیک‌ها نیز می‌توانند آبکاری شوند، به شرطی که ابتدا با مواد رسانای الکتریکی پوشانده شوند.
از آبکاری کروم سخت، با سختی حدود ۶۶ تا ۷۰ راکول، می‌توان برای جبران خوردگی قطعات و اصلاح ابعاد، یا پوشش دهی به قطعاتی که نیاز به مقاومت خوب در برابر سایش و خوردگی دارند استفاده کرد. کروم سخت معمولاً مستقیماً بر روی فلز پایه اعمال می‌شود و ضخامت آن خیلی بیشتر از ضخامت عملیات آبکاری تزئینی است. ضخامت کروم سخت معمولاً در حدود ۰٫۰۸ تا ۰٫۲۵ میلیمتر می‌باشد. در کاربردهایی مانند آستر سیلندرهای موتور دیزل حتی از ضخامت‌های بیشتری استفاده می‌شود. از آنجایی که آبکاری کروم سخت اثر صاف کنندگی سطح ندارد، زبری یا عیوب سطح تقویت خواهند شد. به همین دلیل اگر نیاز به سطوح صاف باشد، معمولاً سطح قبل از آبکاری باید سنگ زنی و صیقل کاری شود.

#### اندایزینگ

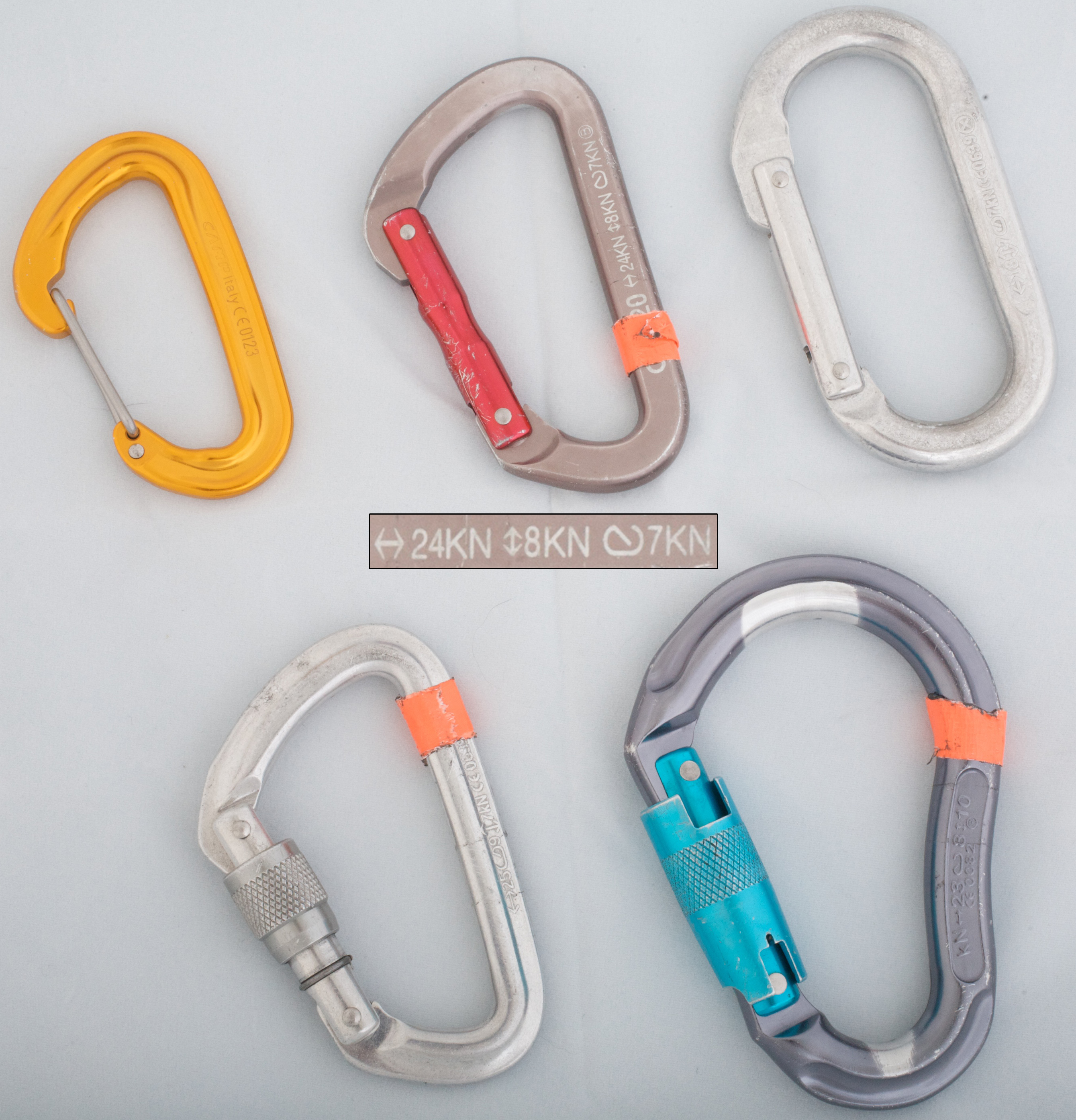
تعدادی کارابین، که با فرایند اندایزینگ پوشش کاری و رنگ آمیزی شده‌اند.

اندایزینگ یک فرایند الکتروشیمیایی و تا حدودی معکوس فرایند آبکاری است، که پوششی از نوع تبدیل بر روی آلومینیوم تولید می‌کند و می‌تواند باعث بهبود مقاومت در برابر خوردگی و سایش شده یا جلوه‌های تزئینی مختلفی را ایجاد کند. اگر قطعه کار، آند یک سلول الکترولیتی باشد، به جای اینکه یک لایه آبکاری روی سطح رسوب کند، یک واکنش به سمت داخل پیش می‌رود، و باعث افزایش ضخامت بلورهای سخت اکسید آلومینیوم شش ضلعی روی سطح می‌شود. سختی سطح به ضخامت، چگالی و تخلخل پوشش بستگی دارد که توسط زمان چرخه و جریان‌های اعمال شده و همچنین شیمی فرایند، غلظت و دمای الکترولیت کنترل می‌شود. بافت سطح تقریباً بافت پیش ساخت را تکرار می‌کند؛ بنابراین یک بافت صاف زیرین باعث ایجاد یک پوشش صاف و براق شده، در حالی که یک سطح سندبلاست شده یک پوشش دانه ای یا ساتنی ایجاد می‌کند.

#### آبکاری الکترولس (آبکاری غیر الکتریکی)
بدست آوردن ضخامت یکنواخت بر روی قطعاتی حتی با پیچیدگی کم توسط فرایند آبکاری الکتریکی (Electroplating) تقریباً ناممکن است. هم چنین مشکل دیگر آبکاری (پوشش دهی الکتریکی) عدم امکان پوشش دهی به مواد غیر رسانا و نیاز به انرژی زیاد آن است. به همین دلیل تلاش‌های فراوانی برای ساخت روش‌هایی انجام شده که در آن نیازی به منبع الکتریسیته خارجی نباشد. به این فرایند، آبکاری الکترولس (آبکاری غیرالکتریکی) یا اتوکاتالیتیک می‌گویند. موفقیت‌های چشم‌گیری با استفاده از نیکل بدست آمده‌است، اما مس و کبالت و همچنین تعدادی فلز گرانبهای دیگر را نیز می‌توان به این روش بر روی سطح انباشت.
در فرایند آبکاری الکترولس، محلول‌های آبکاری پیچیده با سطح زیرلایه ای که به عنوان کاتالیزور عمل می‌کند یا با ماده کاتالیزوری آماده‌سازی شده‌است، تماس پیدا می‌کنند (محلول حاوی نمک‌های فلزی، عوامل کاهنده، عوامل کمپلکس کننده، تنظیم کننده‌های pH و تثبیت کننده‌ها است). یون‌های فلزی موجود در محلول آبکاری کاهش یافته (الکترون جذب می‌کند) و به فلز تبدیل می‌شود و روی سطح رسوب می‌کند. از آنجا که این فرایند رسوب یک فرایند شیمیایی محض است، ضخامت پوشش مستقل از هندسه قطعه بوده و در تمام قسمت‌ها یکنواخت ایجاد می‌شود. متأسفانه، میزان رسوب به مراتب کندتر از آبکاری است.
احتمالاً محبوب‌ترین پوشش الکترولس، فرایند آبکاری الکترولس نیکل است و روش‌های مختلفی برای رسوب آن با استفاده از محلول‌های اسیدی و قلیایی وجود دارد. این پوشش مقاومت خوبی در برابر خوردگی داشته و همچنین سختی آن بین ۴۹ و ۵۵ راکول C است. علاوه بر این، با عملیات حرارتی بعدی می‌توان سختی را تا حدود ۸۰ راکول C افزایش داد.

#### آبکاری کامپوزیت الکترولس
اقتباس بسیار مفیدی از فرایند الکترولس ایجاد شده‌است که در آن ذرات ریز به همراه فلز الکترولس بر روی سطح رسوب داده می‌شوند تا پوشش‌هایی از مواد کامپوزیتی ایجاد شود. این فرایند آبکاری کامپوزیت الکترولس نامیده می‌شود. ذرات جامد ریز، با قطرهایی بین ۱ تا ۱۰ میکرواینچ (۰٫۰۲ تا ۰٫۲ میکرومتر) به وان آبکاری اضافه می‌شوند و تا ۵۰ درصد حجمی با ماتریس رسوب می‌کنند. اگرچه ممکن است به نظر برسد که تنوع زیادی از مواد را می‌توان به این روش به‌طور مشترک رسوب داد، اما کاربردهای تجاری عمدتاً به الماس، کاربید سیلیسیم، اکسید آلومینیوم و تفلون (PTFE) محدود شده‌است.

#### روکش دهی مکانیکی (Mechanical Plating)
روکش دهی مکانیکی اقتباسی از فرایند پرداخت بشکه ای یا تامبلینگ است که در آن پوشش با جوش سرد یک پودر فلزی چکش خوار به سطح قطعات ایجاد می‌شود. در این روش تعداد زیادی قطعات کوچک فلزی ابتدا تمیز شده و حتی ممکن است پوشش نازکی از روی و قلع نیز به آن داده شود. سپس این قطعات به همراه دوغابی از پودر فلزی که قرار است بر روی سطح اعمال شود، قطعات شیشه ای یا سرامیکی تامبلینگ، و مواد شتاب‌دهنده شیمیایی به داخل بشکه ریخته می‌شوند. قطعات سرامیکی با وارد آوردن ضربه باعث اعمال پوشش به روی سطح می‌شوند. تقریباً به این روش می‌توان هر نوع پودر فلزی را بر روی سطح انباشت اما این روش برای مواد نرم مانند قلع، روی و کادمیم بهتر عمل می‌کنند. از آنجایی که در این روش پوشش در دمای اتاق و در محیطی که باعث القای تردی هیدروژنی نمی‌شود، اعمال می‌شود، این روش برای پوشش دهی فولادهای سخت شده بسیار جذاب می‌باشد.

#### لعاب پُرسلین

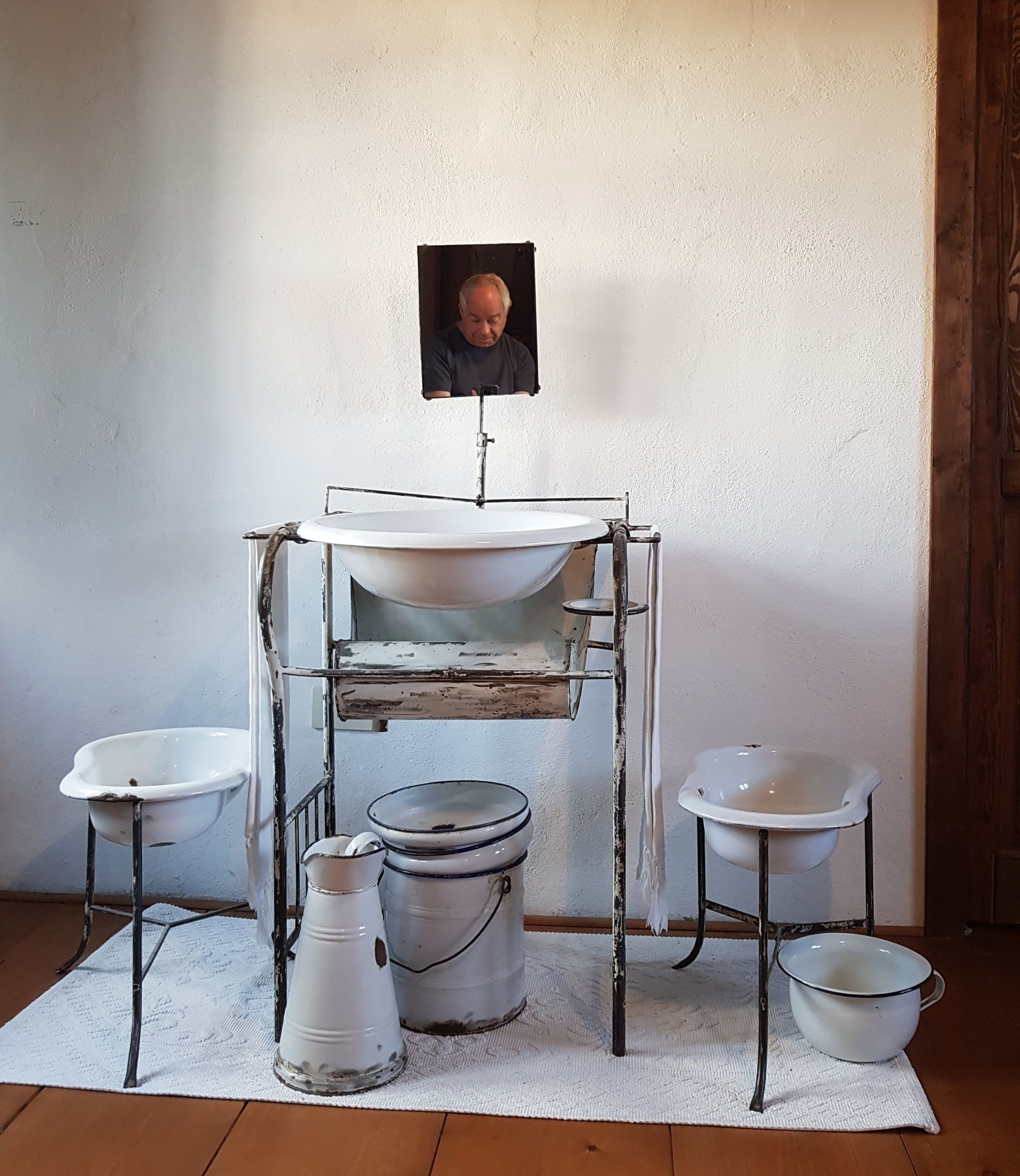
تعدادی لوازم حمام قدیمی با لعاب پرسلین

فلزها را می‌توان با فرمول‌های خاصی از شیشه جوش خورده به فلز نیز پوشش داد. این مواد معدنی باعث ایجاد ویژگی‌های از قبیل مقاومت در برابر خوردگی و سایش، رنگ‌های تزئینی، عایق الکتریکی، و قابلیت کار در دماهای بالا می‌شود. به این فرایند لعاب دهی پرسلین (porcelain enameling) گفته می‌شود. در فرایندی که به نام فریت کردن شناخته می‌شود، لایه اول یا زیرین، اتصال لازم به فلز پایه را ایجاد کرده و لایه روئین خواص ظاهری و سطحی مورد نظر را ایجاد می‌کند. معمولاً ماده در حالت یک دوغاب چند ترکیبی بوده و به صورت اسپری بر روی سطح یا فروبردن در داخل آن اعمال می‌شود. سپس محصول مورد نظر خشک شده و پخته می‌شود. در روشی دیگر که به صورت کاملاً خشک انجام می‌شود، ماده به صورت یک پودر و توسط اسپری الکترواستاتیک به سطح پاشیده شده و سپس مستقیماً حرارت داده می‌شود. در طول فرایند پخت که ممکن است در محدوده دمای ۴۸۰ الی ۸۷۰ درجه سلسیوس انجام شود، ماده پوشش، ذوب شده، جریان پیدا کرده و دوباره جامد می‌شود. از لعاب پرسلین ممکن است در داخل لگن سوراخ دار بسیاری از ماشین‌های لباسشویی یا ظروف آشپزی استفاده شده باشد.

## پوشش‌های فلز بخار شده
پوشش دهی به روش فلز بخار شده را می‌توان به دو روش عمده تقسیم کرد: انباشت بخار فیزیکی (PVD) و انباشت بخار شیمیایی (CVD). عبارت PVD به گروهی از فرایندها گفته می‌شود که در آن ماده انباشت شده به صورت فیزیکی بر روی سطح نشانده می‌شود. فلزی کردن در خلأ (Vacuum metallizing)، اسپاترینگ (sputtering) و پوشش دهی یونی (Ion Plating) از جمله فرایندهای اصلی به روش PVD هستند. همه این فرایندها در نوعی خلاء انجام می‌شوند و در همگی، قطعه کار باید به گونه ای قرار بگیرد که شلیک ذرات به صورت مستقیم بر روی تمام سطوح مورد نظر امکان‌پذیر باشد. در فرایندهای CVD اما، انباشت مواد بر روی سطح به صورت شیمیایی رخ می‌دهد و معمولاً به دماهای خیلی بالاتری نیاز است. قطعات ساخته شده از فولادهای ابزاری که تحت عملیات CVD قرار می‌گیرند ممکن است به عملیات حرارتی مجدد نیاز داشته باشند و این در حالی است که اکثر فرایندهای PDV را می‌توان در دماهایی کمتر از دمای برگشت مواد انجام داد.

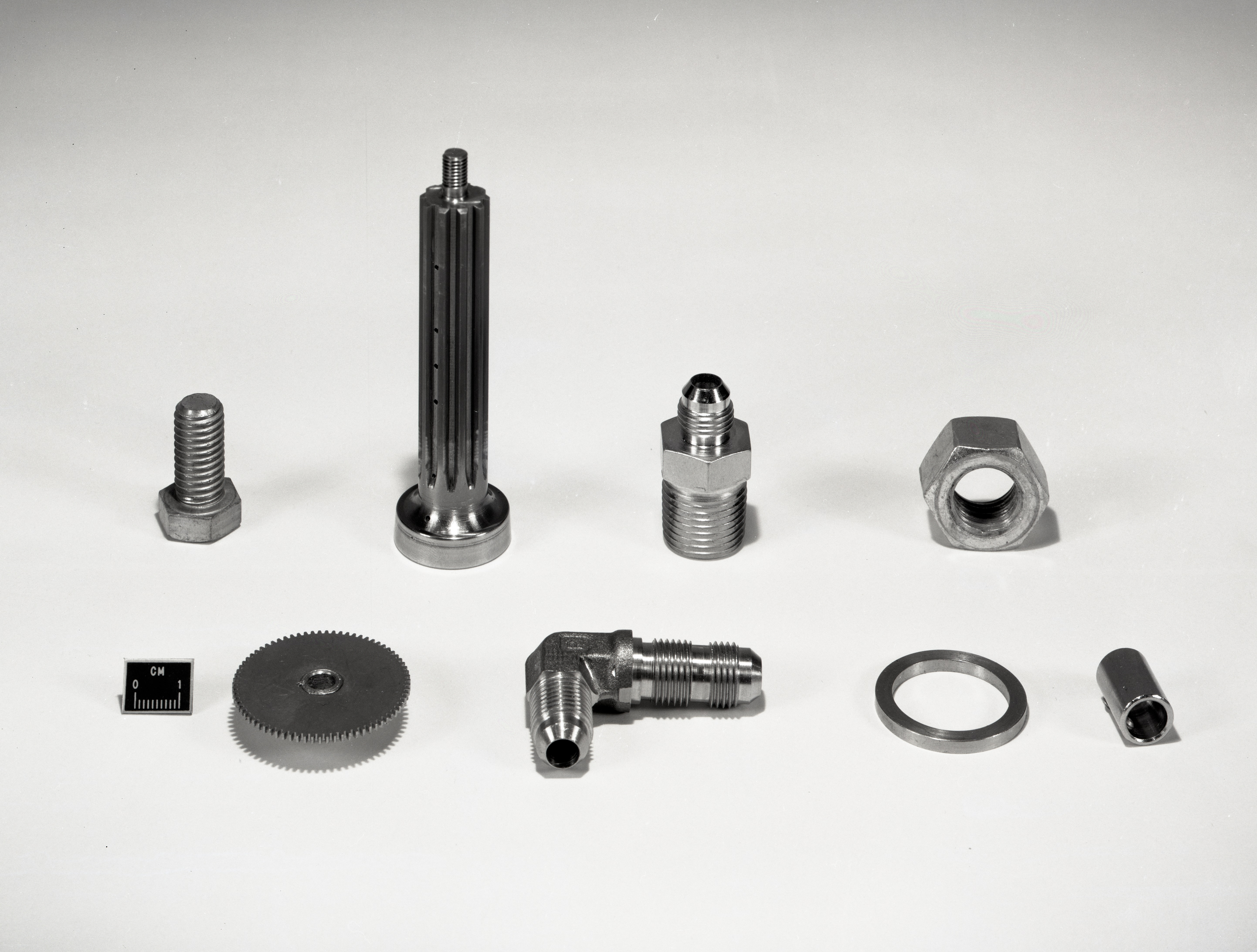
قطعات پوشش داده شده به روش پوشش دهی یونی
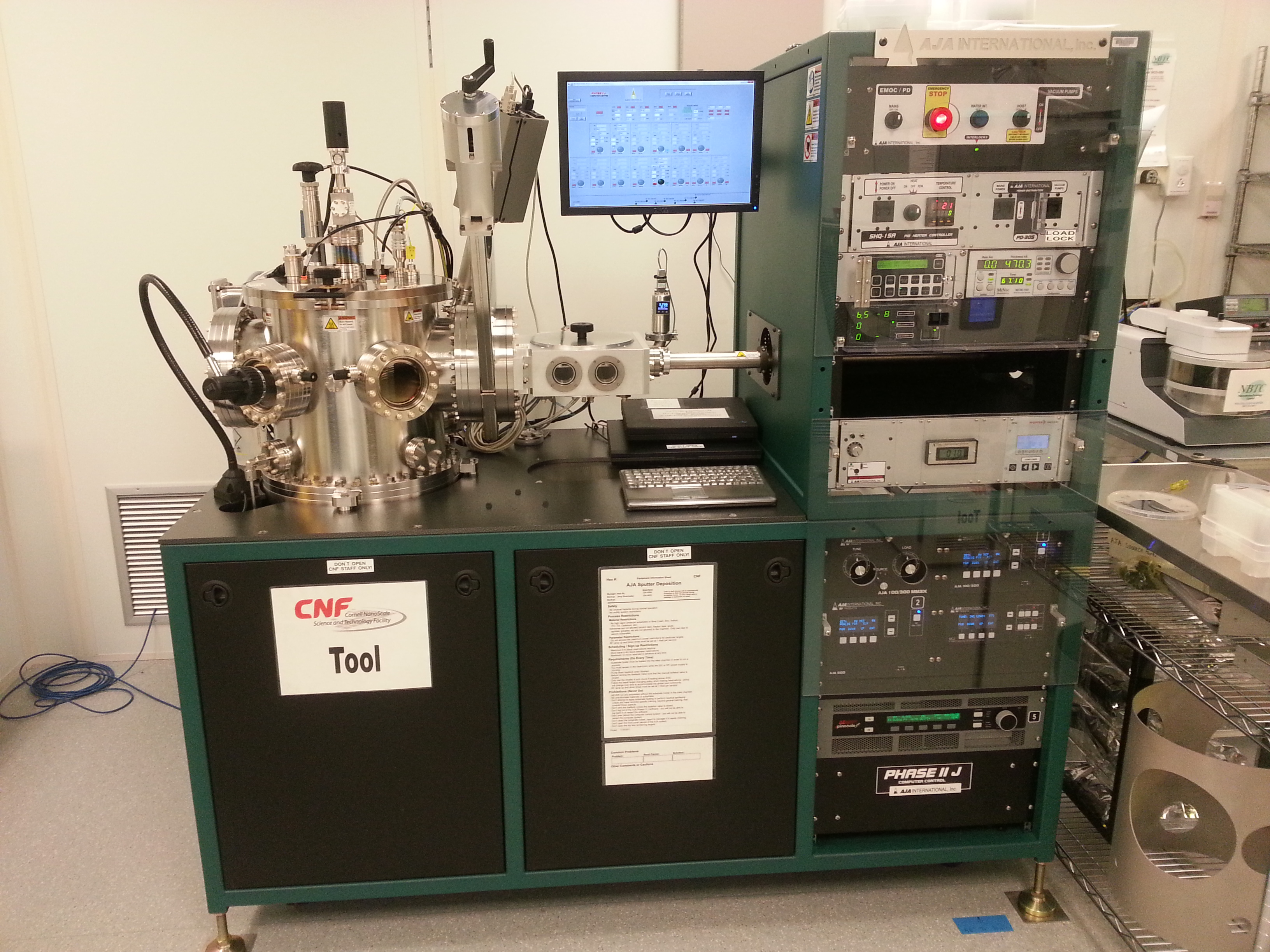
یک دستگاه اسپاترینگ
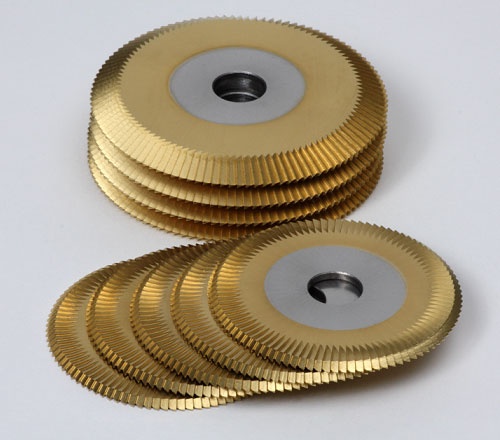
صفحه‌های برش پوشش داده شده با تیتانیوم نیترید به روش انباشت بخار فیزیکی
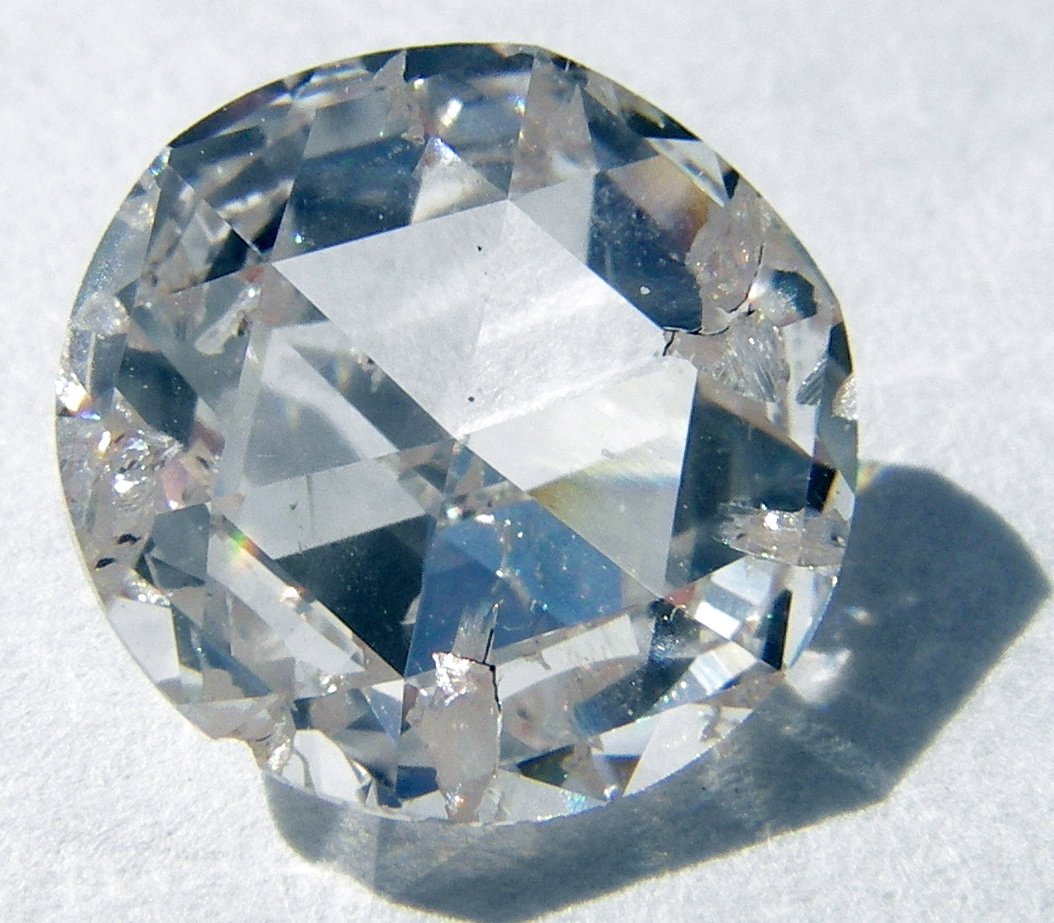
گوهری از الماس بی رنگ برش خورده که به روش انباشت بخار شیمیایی ساخته شده‌است.
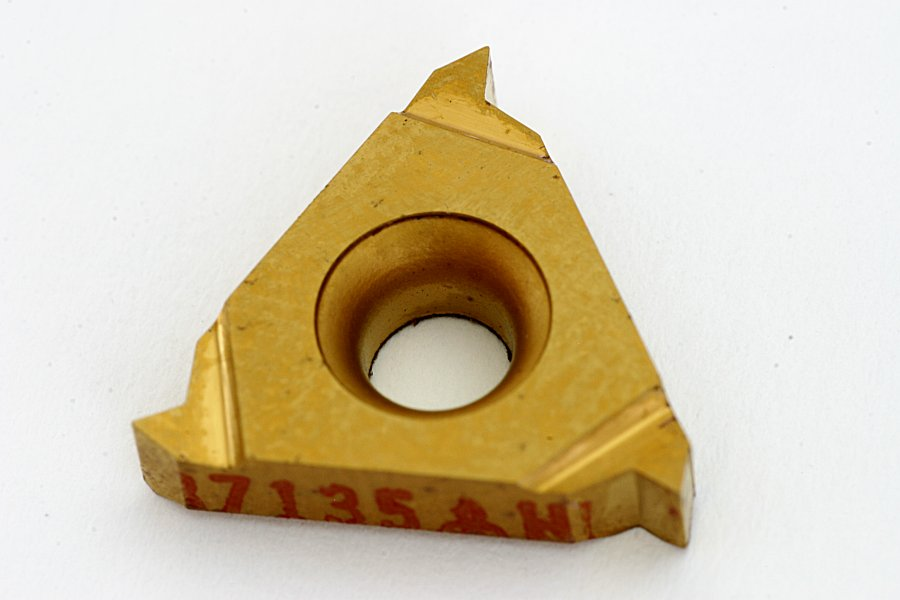
یک اینسرت برشکاری با پوشش تیتانیم نیترید که با روش PVD پوشش داده شده‌است.